# يورغن ناش
يورغن نـاش (بالدنماركية: Jørgen Nash)‏ هو رسام دنماركي، ولد في 16 مارس 1920 في Vejrumstad ‏ في الدنمارك، وتوفي في 17 مايو 2004 في كوبنهاغن في الدنمارك.

## وصلات خارجية
- يورغن نـاش على موقع إن إن دي بي (الإنجليزية)